# Голубица (Орловская область)
Голубица — деревня в Кромском районе Орловской области России. 
Входит в Шаховское сельское поселение в рамках организации местного самоуправления и в Шаховский сельсовет в рамках административно-территориального устройства.

## География
Расположена на реке Крома (у впадения в Оку), в 7 км к северо-востоку от райцентра, посёлка городского типа Кромы, и в 30 км к юго-западу от центра города Орёл.

## Население
| 2002 | 2010 |
| ---- | ---- |
| 229  | ↘220 |

Согласно результатам переписи 2002 года, в национальной структуре населения русские составляли 93 % от жителей.